# Rhinolophus alticolus
Rhinolophus alticolus — вид рукокрилих ссавців з родини підковикових.

## Таксономічна примітка
Таксон відокремлено від R. simulator на основі морфологічних відмінностей і диз'юнктного розподілу, хоча необхідні подальші дослідження, щоб підтвердити це.

## Поширення
Країни проживання: Ліберія, Гвінея, Нігерія, Камерун.